# Sztuka starożytnego Rzymu

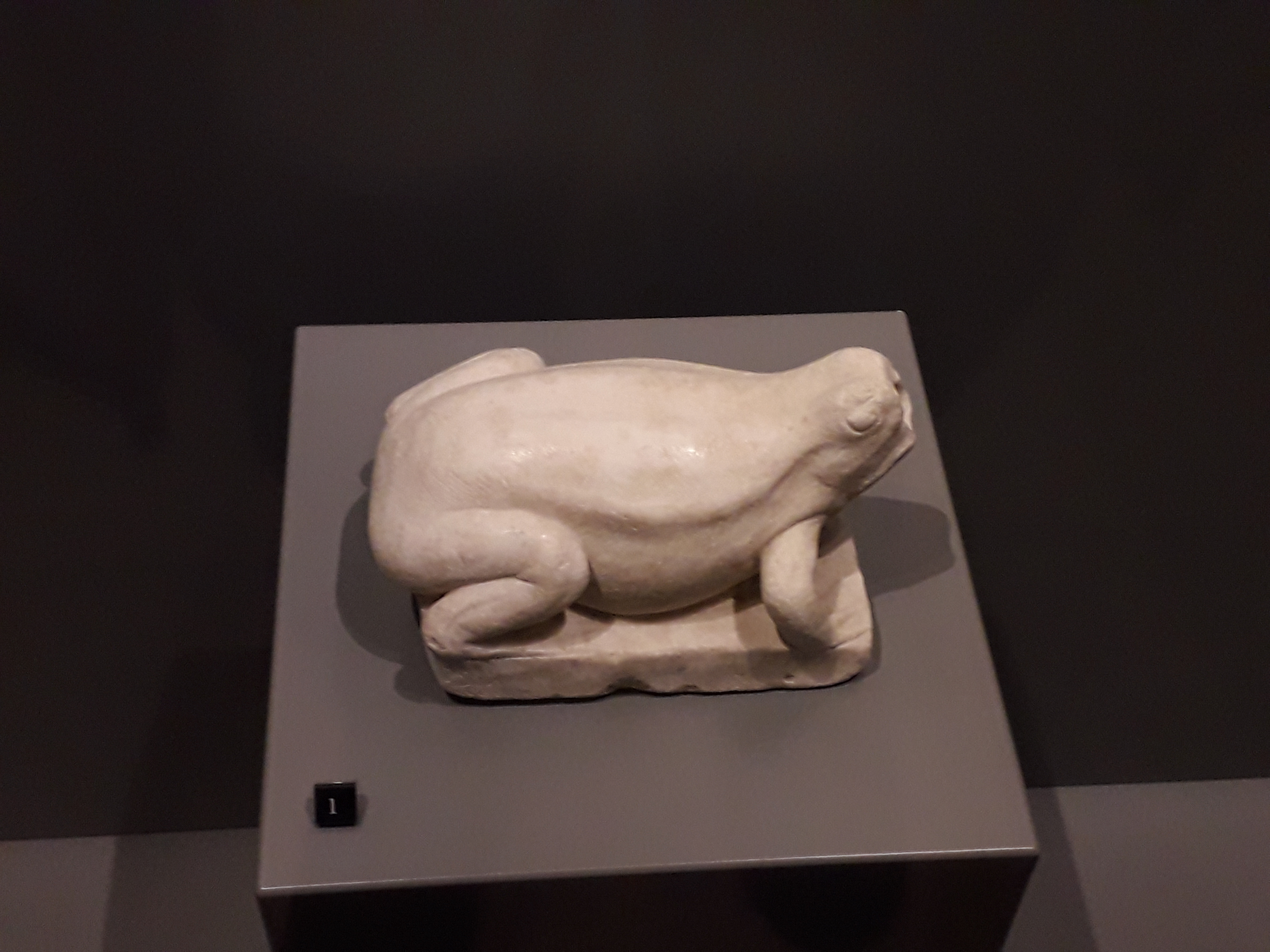
Żaba z marmuru – fragment fontanny z Pompejów.

Terminem sztuka starożytnego Rzymu określa się zazwyczaj sztukę tworzoną w Rzymie – mieście nad Tybrem oraz całym państwie złożonym z wielu prowincji i nie wykazującą żadnych ścisłych związków kulturowych ze sztuką rodzimą konkretnego rejonu pozostającego pod panowaniem imperium, powstałą w okresie od VI w. p.n.e. do końca IV w., czyli momentu podziału cesarstwa na wschodnie i zachodnie.
Najstarszy okres rozwoju sztuki starożytnego Rzymu związany jest z panowaniem królów etruskich i trwał aż do najazdu Galów na Rzym w 390 p.n.e., czyli pierwszych dwóch stuleci republiki. Z tym okresem związane jest przekształcenie osady w miasto, budowa kanału odwadniającego Cloaca Maxima, wytyczenie ulic i placów (powstało Forum Romanum). Powstały najstarsze budowle, np. świątynia Jowisza Kapitolińskiego.
Po zniszczeniach spowodowanych najazdem Galów, miasto zaczęło się odbudowywać w połowie IV w. p.n.e. Rzymianie przejęli od Etrusków wiele umiejętności związanych z architekturą oraz technikę odlewania rzeźb w brązie. Posągi pochodzące z tego okresu to naturalnej wielkości statuy bohaterów, przywódców ubranych w togi lub zbroje. Posągi bogów wykonywane były w podobnym stylu ale jako materiału używano wypalanej gliny.
Malarstwo to pejzaże przedstawiające podbite miasta malowane na planszach niesionych podczas pochodów triumfalnych.
Duży skok w rozwoju sztuki rzymskiej nastąpił po podboju Grecji i napływie sporej ilości dzieł sztuki z tego obszaru. Sztuka rzymska narodziła się wtedy po raz drugi, tym razem pod wpływem zwyciężonych.
Rzemiosło rzymskie w dużej mierze rozwijało się pod wpływem wzorców greckich. Rozwijający się wyrób naczyń z gliny i srebra związany był przede wszystkim z zapotrzebowaniem dworu, szczególny rozkwit tych dziedzin sztuki nastąpił za czasów sprawowania rządów przez Augusta i Tyberiusza. Naczynia zdobiono reliefowym wzorem o motywach mitologicznych i historycznych. Naczynia ze srebra były wykonywane z podwójnej cienkiej blachy. Wewnętrzna część naczyń była gładka, a zewnętrzną zdobił wzór wykonany przy pomocy wytłaczania na matrycach.
Najpopularniejsze były naczynia z gliny. Z surowca tego produkowano już w III w. p.n.e. Były to wyroby z czarną polewą, wykonywane w północnej części Italii. Ich produkcja zanikła pod koniec II w. p.n.e., w połowie I w. p.n.e. pojawiły się naczynia z jasnoczerwonej gliny, również z błyszczącą polewą. Produkowane były przede wszystkim w południowej części półwyspu. Naczynia, kielichy, miski, talerze, zdobione były wypukłymi wzorami roślinnymi lub figuralnymi o tematyce mitologicznej. Wzory wyciskane były na matrycach o wklęsłych wzorach na kole garncarskim. Była to tzw. ceramika aretyńska (nazwa pochodzi od miasta Arezzo, jednego z ośrodków produkcji tej ceramiki). Również w prowincjonalnych ośrodkach produkowano wyroby ceramiczne. Różniły się one od ceramiki aretyńskiej rodzajem gliny i technologią wykonania. Wyroby te znane są jako terra sigillata, od stempli firmowych warsztatów, którymi były sygnowane.
W cesarstwie rzymskim produkowano także gemmy o wzorach wklęsłych (intaglio) i wypukłych (kamee). Do ich produkcji używano półszlachetnych kamieni (np. krwawnik, granat, akwamaryn, agat). Umiejętność ich wykonania Rzymianie przejęli od Greków. Początkowo (w okresie republiki) produkowano gemmy wklęsłe używane do wyrobu pierścieni (służących jako pieczęcie) oraz amuletów. Za Augusta rozwinęła się produkcja gemm o wzorach wypukłych, służąca jako ozdoba sprzętów oraz biżuteria. Pojawiły się kamee z wizerunkiem cesarza oraz wyroby o znacznych rozmiarach z ozdobą w postaci reliefów historycznych. Oprócz kamei z kamieni wykonywano też wyroby imitujące je. Były one wykonywane w dwubarwnym szkle. Na warstwę spodnią używano przeźroczystego szkła, wierzchnią, rzeźbioną, wykonywano w szkle białym. Podobną technikę zastosowano już w okresie hellenistycznym do produkcji naczyń. Wyroby tego typu powstawały także w cesarstwie rzymskim. Do bardziej znanych znalezisk tego typu należy tzw. Waza portlandzka. Jest to amfora odnaleziona w XVI w. w sarkofagu. Na szafirowym tle wygrawerowane są w białym szkle sceny figuralne. Waza znajduje się w zbiorach Muzeum Brytyjskiego w Londynie.
Najlepiej zachowanymi przykładami malarstwa są freski zdobiące domy zasypanych popiołem po wybuchu Wezuwiusza w Pompejach. Pozwalają one na poznanie rozwoju tej gałęzi sztuki od połowy II w. p.n.e. do 79 r. Malarstwo okresu cesarstwa jest właściwie nieznane. Zachowały się nieliczne przykłady fresków z II w. wykonanych w grobowcach oraz kilka przykładów z III w. zdobień wnętrz mieszkalnych odnalezionych w Rzymie i Ostii. Na tej podstawie można wyrokować, że panowały w tym okresie dwa style: iluzjonistyczny i późnorzymski. Pierwszy to obrazy postaci z pejzażem lub elementami architektonicznymi w tle. Drugi styl reprezentowany jest przez malarstwo figuralne na neutralnym tle w obramowanych czerwonymi pasami polach.